# Estación Belgrano C
Belgrano C es una importante estación de ferrocarril de la Ciudad Autónoma de Buenos Aires, Argentina: pertenece a la línea que cubre el ramal Retiro - Tigre, perteneciente al Ferrocarril Mitre. Está ubicada frente a la Avenida Virrey Vértiz entre las calles Juramento y Sucre en el Barrio de Belgrano.

## Historia
La estación fue una de las primeras del país, inaugurándose en 1862 con el arribo del primer tren. Las obras fueron hechas por la empresa Ferrocarril del Norte de Buenos Aires, y estaban destinadas a llevar las vías férreas hasta San Fernando.
Su primer nombre fue Valentín Alsina, en homenaje en vida a quien fuera gobernador de Buenos Aires. En sus principios estaba situada una cuadra más al norte, entre las calles Juramento y Mendoza. Una nueva estación fue construida en 1878 (que con reformas y adaptaciones funcionó hasta el año 2018).
Para diferenciar esta estación de su homónima que corría por la zona alta de Belgrano, se decide introducir una letra característica de las empresas ferroviarias que operaban cada ramal, así es que la letra "C" corresponde al Ferrocarril Central Argentino, mientras que la letra "R" era utilizada para las estaciones del Ferrocarril de Buenos Aires a Rosario. Este mismo método se utilizó en las estaciones Olivos (Hoy Olivos R es conocida como Bartolomé Mitre), San Isidro, San Fernando, Tigre (Hoy Tigre R conocida como Delta) y Bancalari (Bancalari C hoy se encuentra clausurada y en desuso).
Entre el 7 de mayo  de 2018 y el 4 de febrero de 2019 la estación funcionó con andenes provisorios debido a la obra del Viaducto Mitre.
El 10 de mayo de 2019 se inauguró el Viaducto Mitre de 3,9 kilómetros desde avenida Dorrego hasta avenida Congreso, y la nueva estación elevada Belgrano C.

## Servicios
Es la principal estación intermedia del servicio eléctrico metropolitano de la Línea Mitre Ramal Tigre, que se presta entre las estaciones Retiro y Tigre y es operada por Trenes Argentinos Operaciones. La estación cabecera de la línea es la Estación Retiro Mitre (los servicios a Tigre habitualmente parten de los andenes Nros. 1 y 2).

## Ubicación
La estación original frente a las Barrancas de Belgrano, inmediata al Barrio Chino de Belgrano, fue completamente demolida en el mes de mayo de 2018. La estación fue construida en la misma ubicación, pero elevada, lo que permitió la supresión de barreras y la apertura de las calles al tránsito, mejorando la circulación entre el Barrio de Belgrano y el Barrio de Núñez.

### Barrio Belgrano C
El Barrio "no oficial" de Belgrano C se encuentra en la zona de la estación, las características del mismo se basan en ser un eje de transporte por estar ubicado en este la estación de ferrocarriles y una gran cantidad de líneas de colectivos.

### Barrancas de Belgrano
En frente a la estación se encuentran las "Barrancas de Belgrano", que son unos terrenos en pendiente, que actualmente conforman la "Plaza Barrancas de Belgrano". 
Se considera que estas barrancas se formaron en parte artificialmente, por la extracción de tierra que realizó el gobernador de Buenos Aires Juan Manuel de Rosas para rellenar sus terrenos de Palermo. Gran parte de la zona que ocupa el actual barrio de Belgrano también era propiedad de Rosas.

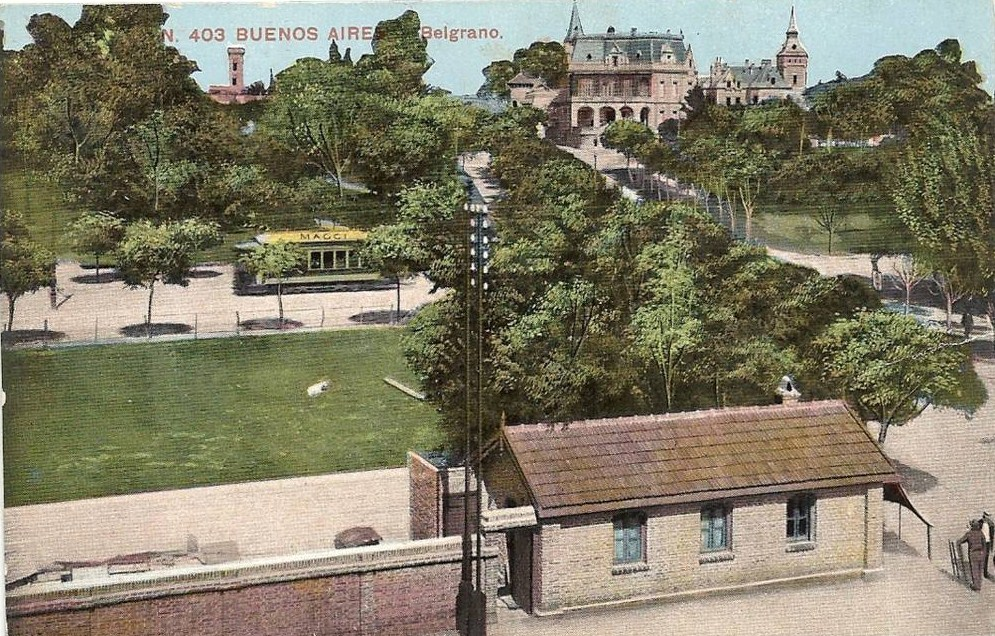
La antigua estación frente a Barrancas de Belgrano.

### Las Barrancas
Las Barrancas conforman un tradicional y antiguo paseo del barrio, compuesto por tres manzanas delimitadas por las calles La Pampa, Antonio José de Sucre, Echeverría y la Avenida Juramento de sur a norte, y por la Calle 11 de Septiembre que empalma con la Calle Zavalía y la Avenida Virrey Vértiz, yendo de oeste a este.

## Imágenes

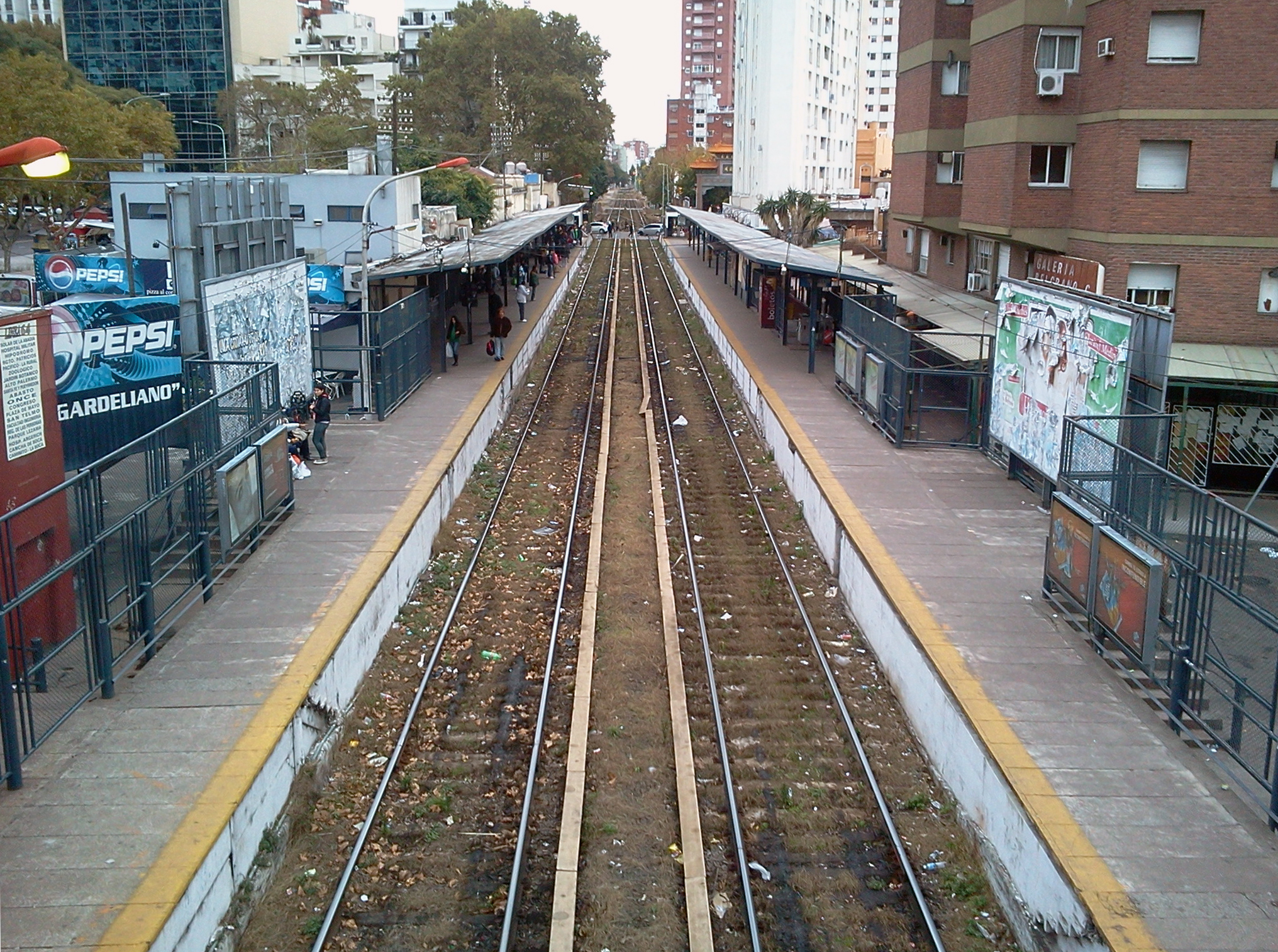
Andenes estación vieja
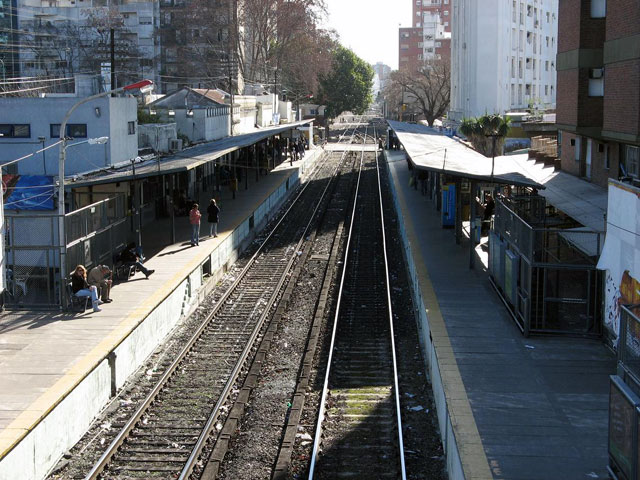
Andenes estación vieja
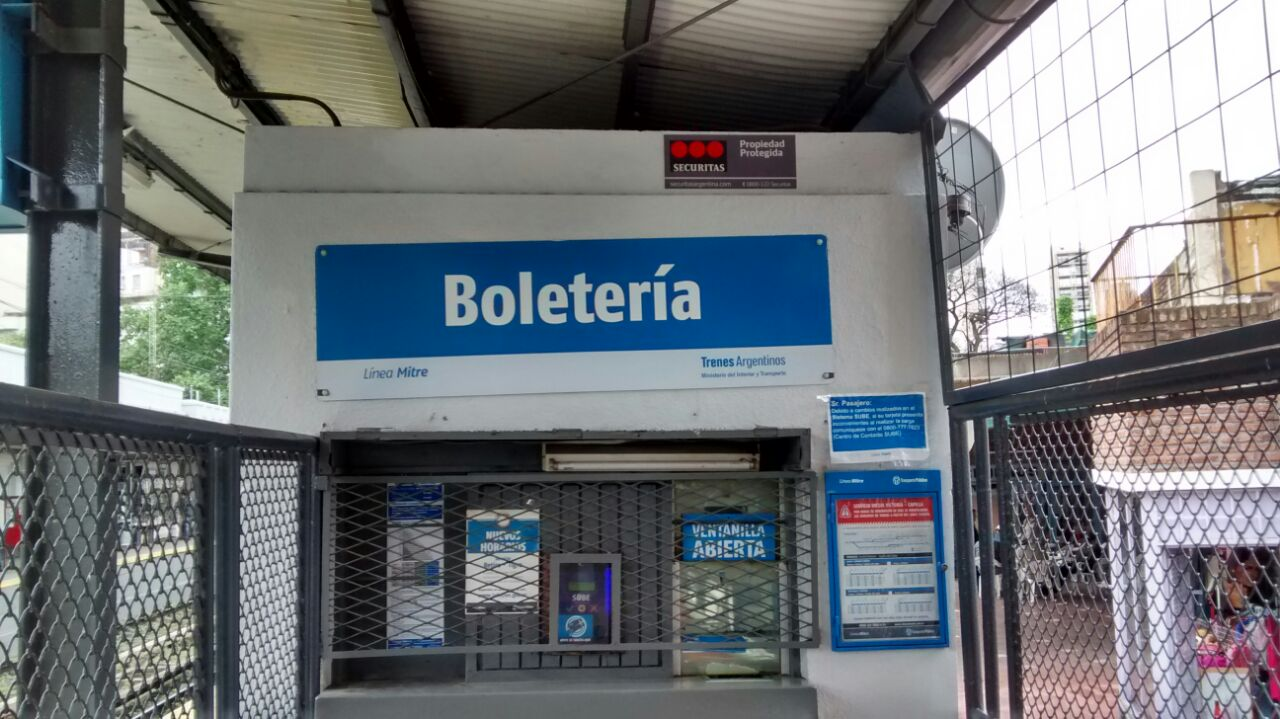
Boletería estación vieja
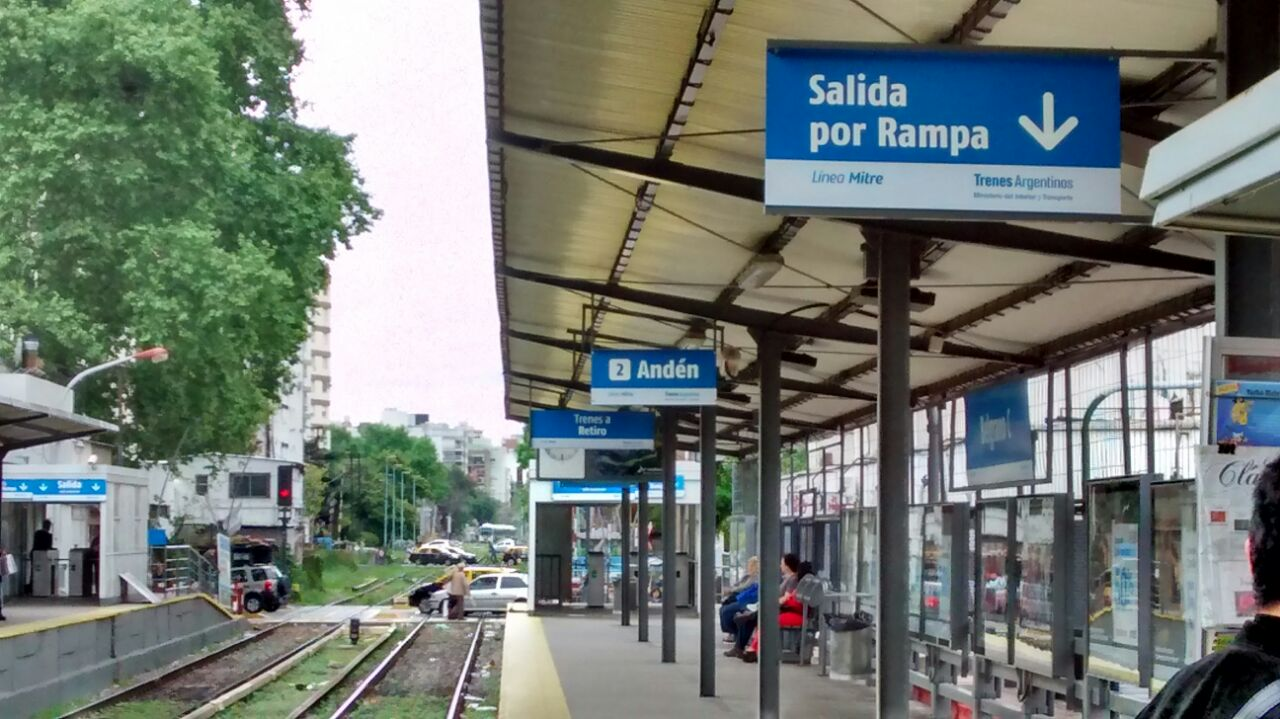
Andén estación vieja
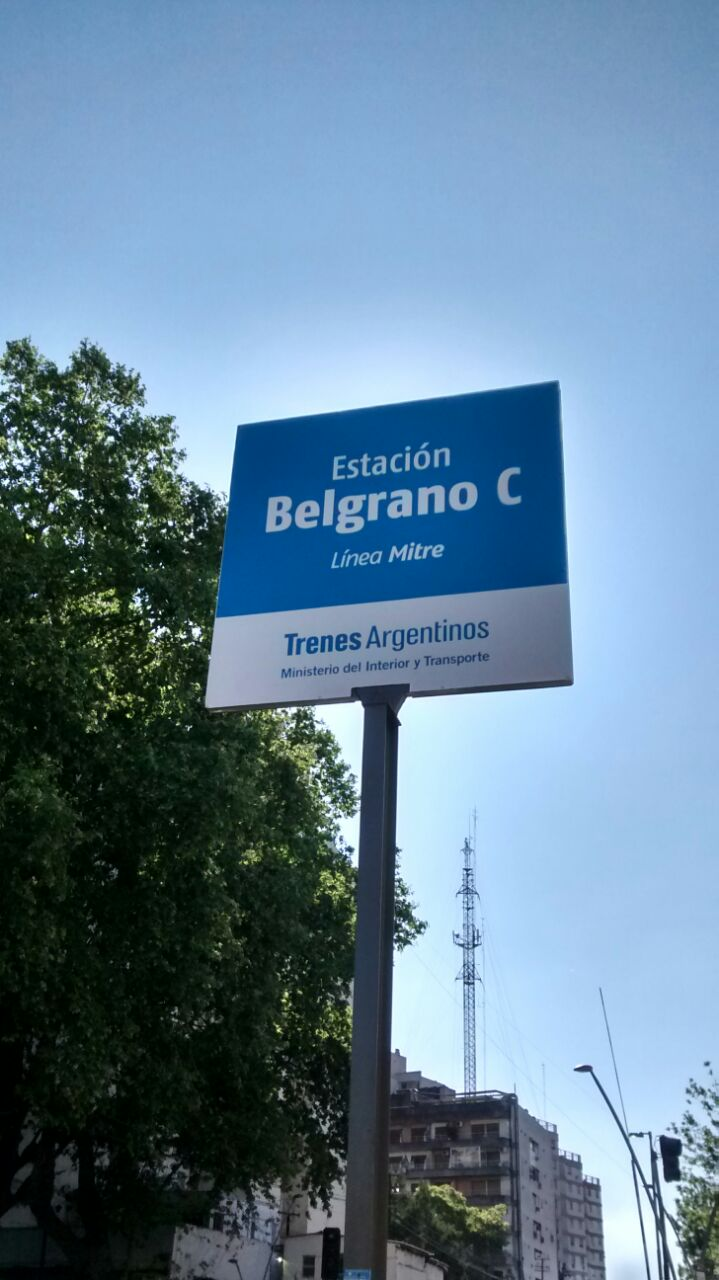
Cartel estación vieja
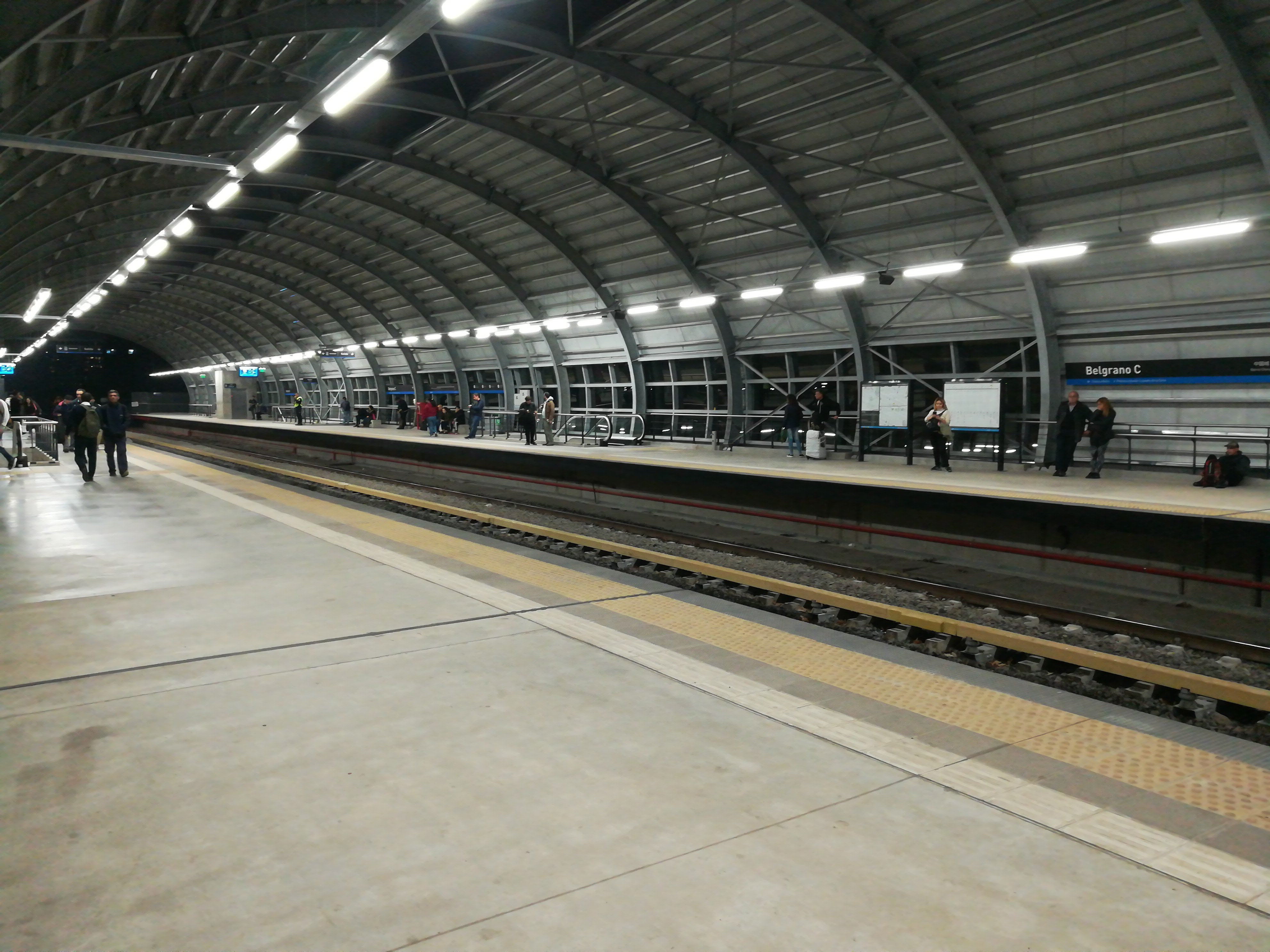
nueva Estación Belgrano C
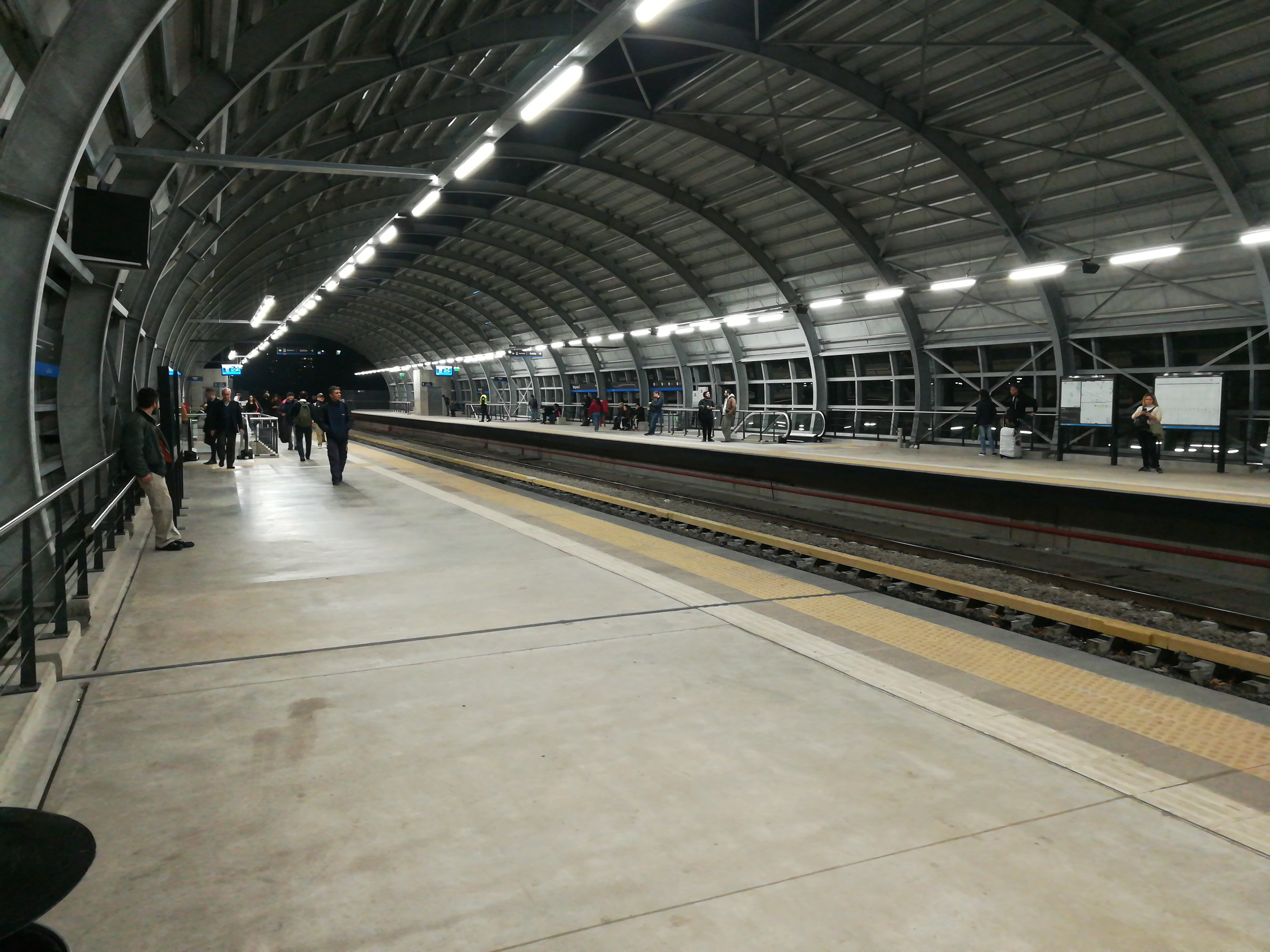
nueva Estación Belgrano C
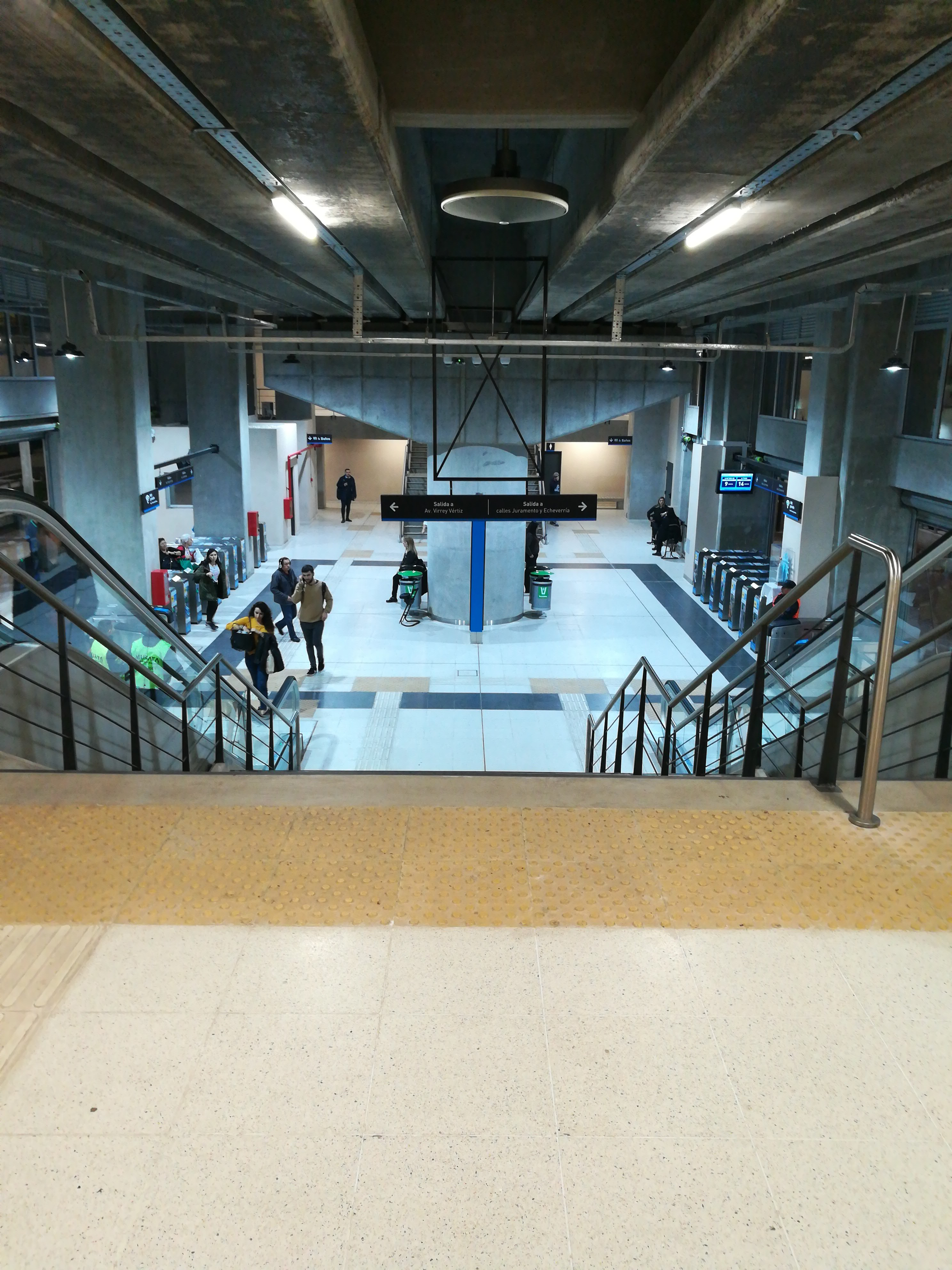
Vestíbulo de estación Belgrano C nueva
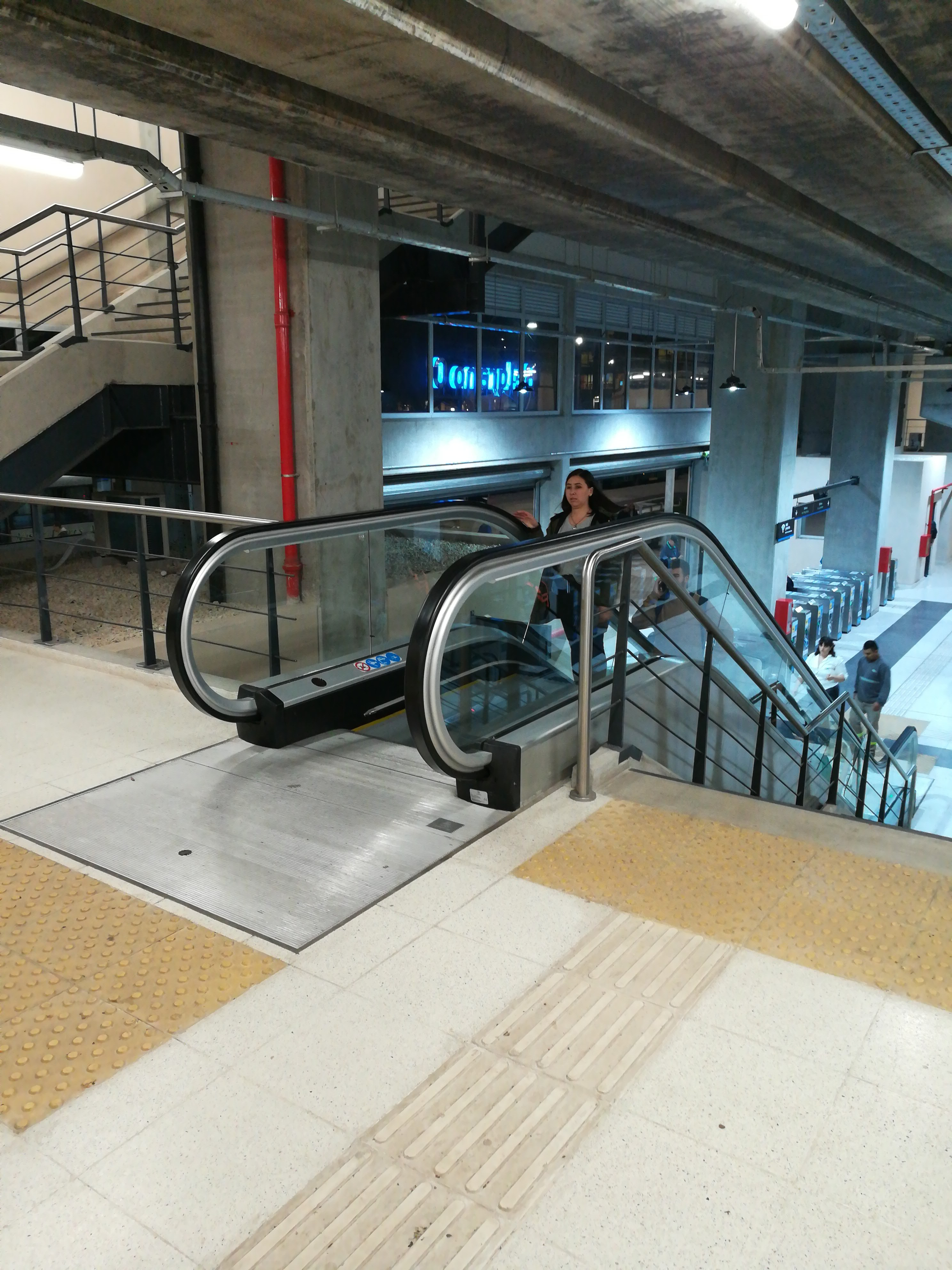
Vestíbulo de estación Belgrano C nueva
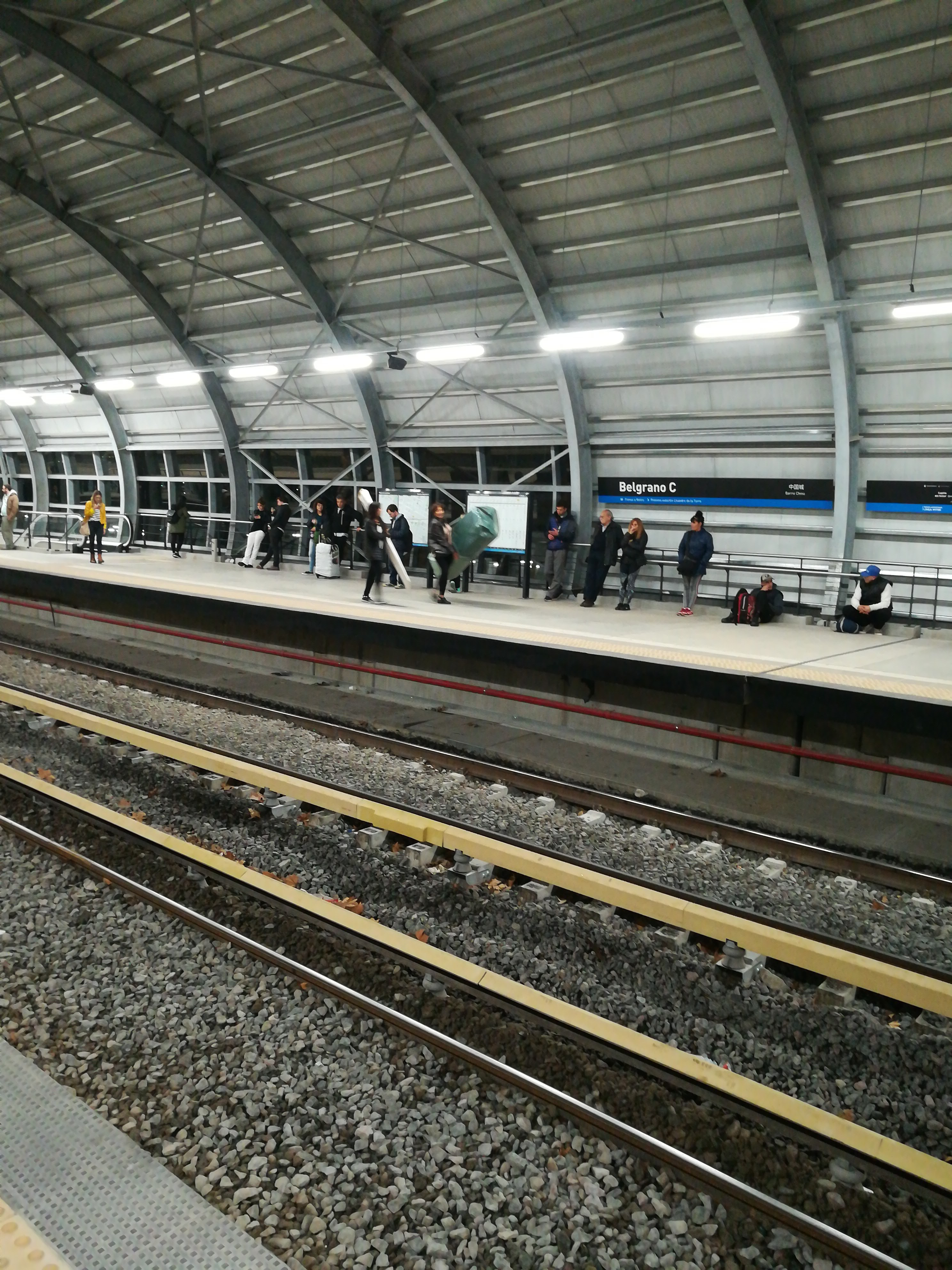
Belgrano C nueva